# Jerry Lucena
Jerry Ruben Lucena (* 11. srpna 1980, Esbjerg, Dánsko) je bývalý dánsko-filipínský fotbalový záložník/obránce, profesionální kariéru ukončil v létě 2016 v klubu Esbjerg fB. Na mládežnické úrovni reprezentoval Dánsko, v seniorské kategorii reprezentoval Filipíny.

## Klubová kariéra
- Esbjerg fB (mládež)
- Esbjerg fB 1999–2007
- Aarhus GF 2007–2012
- Esbjerg fB 2012–2016

## Reprezentační kariéra

### Dánsko
Lucena nastupoval za dánskou mládežnickou reprezentaci U21, na podzim 2001 odehrál dvě utkání proti Islandu (výhra 4:0) a Bulharsku (prohra 1:3).
V roce 2006 odehrál 2 zápasy za dánskou ligovou reprezentaci (neoficiální reprezentační B-tým).

### Filipíny
V A-mužstvu reprezentace Filipín debutoval 23. 3. 2011 v kvalifikačním zápase proti týmu Palestiny (remíza 0:0). Ve filipínském národním týmu nastupoval do roku 2015.